# ديفيد كلارك (سائق سباق)
ديفيد كلارك (بالإنجليزية: David Clark)‏ هو سائق سباق أسترالي، ولد في 31 أغسطس 1978 في برث في أستراليا.